# 皇貴妃
皇貴妃（こうきひ）は中国史における明清期に用いられた皇帝の妃嬪の封号の一つである。皇帝の側室の中で、最も高位の者に与えられた。。また、朝鮮やベトナムの阮朝においても用いられた。

## 歴史
歴史上、最初に皇貴妃に封じられたのは、明の景泰帝の寵妃唐氏である。しかし、景泰帝が、兄の英宗に皇位を奪還されると、唐氏も皇貴妃の位から降格された。また、成化帝の寵妃で、悪女として知られる万貞児も皇貴妃に封じられた。
清朝初期において皇貴妃の位は存在しなかったが、順治帝が寵妃の董鄂氏を皇貴妃に封じて以来、清朝においても、皇貴妃の位に封じられる妃嬪はあらわれはじめたが、定員は一人で、基本的には、側室から皇后に昇格する時。皇后の候補者に一時的に与えられたり、皇帝から特に寵愛を受けた妃嬪が死の直前や死後に封じられることが多かった。

## 各国・歴代王朝での皇貴妃の一覧

### 中国

#### 明
- 景泰帝：皇貴妃唐氏
- 成化帝：恭肅端慎榮靖皇貴妃万氏
- 嘉靖帝：莊順安榮貞靜皇貴妃沈氏、栄安恵順端僖皇貴妃閻氏、端和恭順温僖皇貴妃王氏
- 隆慶帝：李皇貴妃
- 万暦帝：温肅端靖純懿皇貴妃王氏、恭恪恵栄和靖皇貴妃鄭氏、恭順栄荘端静皇貴妃李氏
- 泰昌帝：李康妃
- 天啓帝：皇貴妃范氏、皇貴妃王氏、皇貴妃任氏
- 崇禎帝：皇貴妃袁氏、恭淑端恵静懐皇貴妃

#### 清
- 順治帝：皇貴妃董鄂氏
- 康熙帝：皇貴妃佟佳氏、愨恵皇貴妃佟佳氏、惇怡皇貴妃瓜爾佳氏、敬敏皇貴妃章佳氏
- 雍正帝：敦粛皇貴妃年氏、純懿皇貴妃耿氏
- 乾隆帝：嫻皇貴妃那拉氏、令皇貴妃魏佳氏、慧賢皇貴妃高佳氏、純恵皇貴妃蘇氏、哲憫皇貴妃富察氏、淑嘉皇貴妃金佳氏、慶恭皇貴妃陸氏
- 嘉慶帝：皇貴妃鈕祜禄氏、恭順皇貴妃鈕祜禄氏、和裕皇貴妃劉佳氏
- 道光帝：全皇貴妃鈕祜禄氏、静皇貴妃ボルギジト氏、荘順皇貴妃烏雅氏
- 咸豊帝：荘静皇貴妃他他拉氏、端恪皇貴妃佟佳氏
- 同治帝：淑慎皇貴妃富察氏、恭粛皇貴妃阿魯特氏、敬懿皇貴妃赫舍里氏、榮恵皇貴妃西林覚羅氏
- 光緒帝：温靖皇貴妃他他拉氏、恪順皇貴妃他他拉氏

### 朝鮮

#### 李氏朝鮮
- 高宗：純献皇貴妃嚴氏 - 朝鮮史上唯一の皇貴妃。大韓帝国最後の皇太子である李垠の生母。

### ベトナム

#### 阮朝
- 嗣徳帝：皇貴妃武氏
- 同慶帝：皇貴妃阮氏
- 成泰帝：皇貴妃阮氏
- 啓定帝：皇貴妃張氏